# Рот, Франц
Франц Рот (нем. Franz Roth; род. 27 апреля 1946, Мемминген, Американская зона оккупации Германии) — немецкий футболист, полузащитник.

## Карьера
В составе сборной сыграл 4 матча. Первый матч — 7 октября 1967 с Югославией (3:1) в Гамбурге, последний — 22 ноября 1970 с Грецией (3:1) в Афинах.

## Достижения
- Победитель Кубка европейских чемпионов: 1974, 1975, 1976
- Обладатель Кубка обладателей кубков: 1967
- Обладатель Межконтинентального Кубка: 1976
- Чемпион Германии: 1969, 1972, 1973, 1974
- Обладатель Кубка Германии: 1967, 1969, 1971